# Jean-Georges de Souillac
Pour les articles homonymes, voir Souillac (homonymie).
Jean-Georges de Souillac (né le 28 août 1685 à Azerat, mort à Lodève le 2 juin 1732), ecclésiastique, fut évêque de Lodève de 1732 à 1750.

## Biographie
Jean-Georges de Souillac est le fils de François seigneur de Verneuil dans le diocèse de Cahors et de Charlotte d'Aubusson. Docteur en théologie de la faculté de Paris il devient prieur de Saint-Germain de Pontroumieu puis vicaire général de l'évêque de Périgueux lorsqu'il est nommé comme évêque de Lodève en 1732. Confirmé le 1er octobre il est consacré à Agde par l'évêque Claude-Louis de La Châtre. Dans son diocèse de Lodève il entreprend la reconstruction du palais épiscopal. En 1745 il condamne l'Esprit de Jésus-Christ et de l'Église sur la fréquente communion publié par le jésuite Jean Pichon ce qui ne manque pas de le faire soupçonner d'adhérer à la « doctrine augustinienne » une forme atténuée du jansénisme. Il meurt à Lodève en 1750 et est inhumé dans la chapelle des évêques de la cathédrale.

## Héraldique
Ses armoiries sont : « d'or à trois épées de gueules, mises en pal, la pointe en bas ».